# 비합리주의
비합리주의(非合理主義)는 세계를 이성의 힘으로는 인식할 수 없다고 하는 입장이다.
역사적으로는 이성의 힘을 신뢰하는 합리주의(이성주의)에 대립하는 사상으로서 발생했다.
독일 관념론의 이성주의에 대립하는 낭만주의(피히테), 생의 철학(쇼펜하우어, 니체, 딜타이 등), 현대의 과학적 합리주의가 낳은 인간 소외(人間疎外) 상황에 비판적인 실존주의의 사상(키르케고르, 하이데거, 사르트르) 등이 이에 속한다.

## 참고 문헌
- 이 문서에는 다음커뮤니케이션(현 카카오)에서 GFDL 또는 CC-SA 라이선스로 배포한 글로벌 세계대백과사전의 내용을 기초로 작성된 글이 포함되어 있습니다.